# Sjemenište Leopoldinum
Međubiskupijsko sjemenište Leopoldinum Heiligenkreuz (njem. Überdiözesanes Priesterseminar Leopoldinum Heiligenkreuz; do 30. lipnja 2007. Collegium Rudolphinum) katoličko je sjemenište koje se nalazi u neposrednoj blizini cistercitskoga samostana u Heiligenkreuzu u Donjoj Austriji. Sjemenište je kao međubiskupijsku bogosloviju utemeljila Austrijska biskupska konferencija: od 1. srpnja 2007. ono djeluje pod upravom opatije Heiligenkreuz i otvoreno je za sve koji se školuju za buduće svećenike, osobito za one koji studiju teologije pristupaju i bez prethodno položene mature.

## Povijest
Povijest današnjega sjemeništa Leopoldinum začeta je u listopadu 1972. utemeljenjem međubiskupijskoga sjemeništa Rudolphinum pri Filozofsko-teološkoj školi franjevaca u Schwazu u austrijskoj saveznoj državi Tirolu na inicijativu regensburškog biskupa dr. Rudolfa Grabera u dogovoru s biskupom Innsbrucka dr. Paulom Ruschom. U listopadu 1975. to je sjemenište iz Schwaza premješteno u Heiligenkreuz pokraj Beča.
Sjemenište u Schwazu, čiji su bogoslovi studirali i na Filozofsko-teološkoj školi u Heiligenkreuzu, preimenovano je nakon smrti biskupa Grabera u Collegium Rudolphinum i kao takvo je sve do 2007. godine ostalo pod pokroviteljstvom regensburške biskupije. Nakon što je regensburška biskupija objavila da više ne može upravljati tim sjemeništem, Austrijska je biskupska konferencija početkom studenoga 2006. godine odlučila da Collegium Rudolphinum prijeđe u nadležnost cistercitske opatije Heiligenkreuz.
Tijekom posebne svečanosti je 19. lipnja 2007. u samostanu Heiligenkreuz tadašnji regensburški biskup Gerhard Ludwig Müller predao sjemenište Rudolphinum u nadležnost opatiji Heiligenkreuz i njenom aktualnom opatu, koji od tada snosi i posebnu odgovornost za djelovanje sjemeništa. Dotadašnji Collegium Rudolphinum tom je prigodom preimenovan u Međubiskupijsko sjemenište Leopoldinum Heiligenkreuz.

## Vanjske poveznice
| Portal:Kršćanstvo | Portal: Kršćanstvo |

- Überdiözesanes Priesterseminar Leopoldinum Heiligenkreuz (njem.)
- Philosophisch-Theologische Hochschule Benedikt XVI. Heiligenkreuz (njem.)
- Alkuin Schachenmayr OCist: "Das Priesterseminar Leopoldinum", u: Sancta Crux 69 (2008.), str. 50–52 (njem.)